# Maximinos
Maximinos is een plaats (freguesia) in de Portugese gemeente Braga en telt 10 030 inwoners (2001).